# Trévenans
Trévenans ist eine französische Gemeinde mit 1290 Einwohnern (Stand: 1. Januar 2022) im Territoire de Belfort in der Region Bourgogne-Franche-Comté. Die Bewohner werden Trévenanais und Trévenanaises genannt.
Die Gemeinde entstand 1972 mit der Fusion der vorher selbständigen Gemeinden Trétudans (deutsch früher Trosteldingen bzw. Troscholdingen) und Vourvenans (deutsch früher Verbenen).

## Geographie
Trévenans liegt auf 336 m Höhe, etwa auf halbem Weg zwischen den Städten Belfort und Montbéliard, acht Kilometer südlich von Belfort (Luftlinie). Das Dorf erstreckt sich im nördlichen Abschnitt des Beckens von Montbéliard, am Ostrand der breiten Talebene der Savoureuse gegenüber von Châtenois-les-Forges, am Westfuß der Anhöhen des Bois du Fahy.

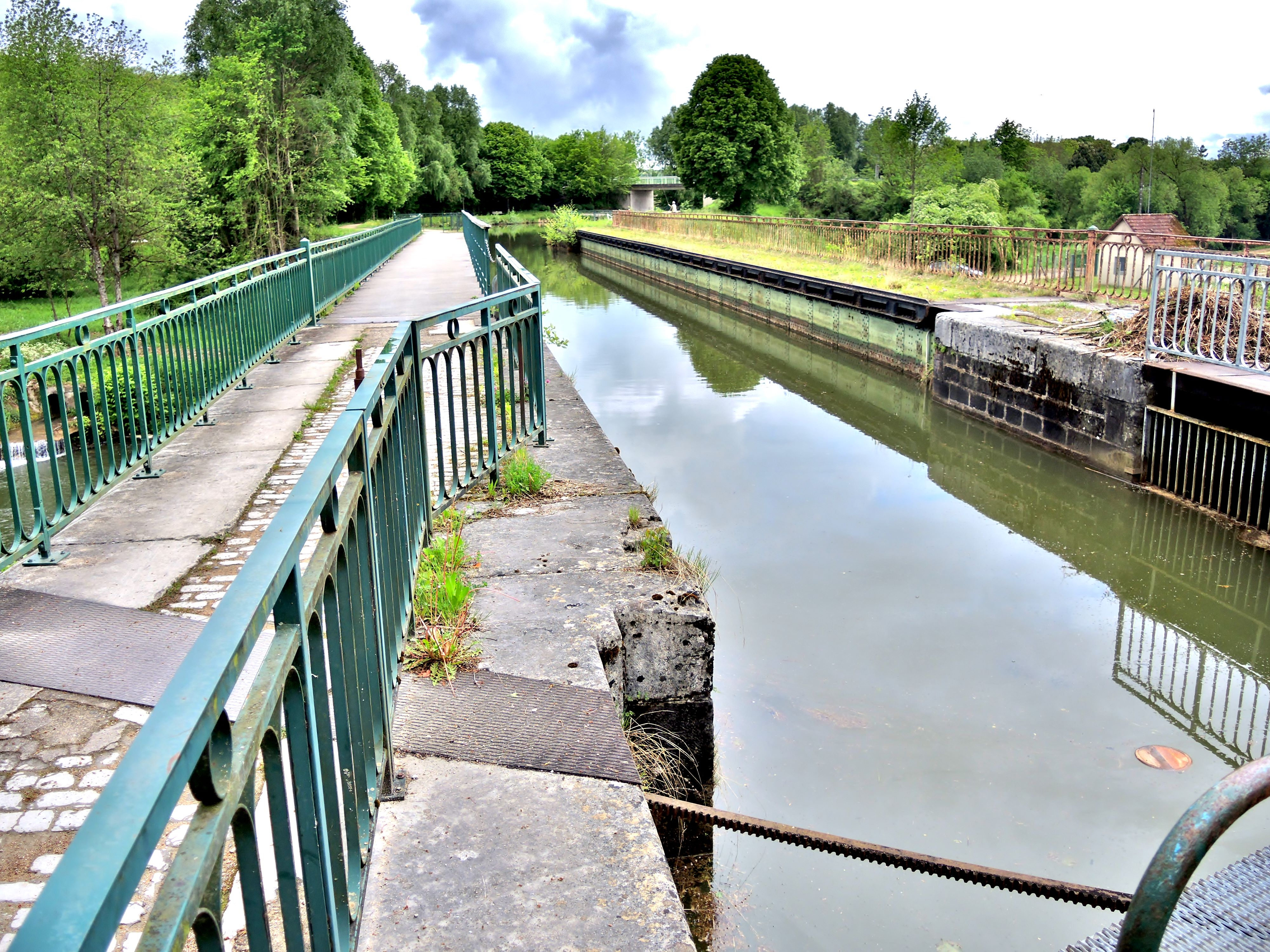
Brücke des Canal de la Haute-Saône über die Savoureuse

Die Fläche des 5,96 km² großen Gemeindegebiets umfasst einen Abschnitt der leicht gewellten Landschaft im Bereich der Burgundischen Pforte (Trouée de Belfort). Die westliche Grenze verläuft meist entlang der Savoureuse, die mit mehreren Windungen durch eine rund ein Kilometer breite Talebene nach Süden fließt und für die Entwässerung zum Allan sorgt. In der Talebene befindet sich auch die Wasserstraße des Canal de la Haute-Saône, eines Seitenastes des Rhein-Rhône-Kanals. Verschiedene ehemalige Sand- und Kiesgruben auf dem Talboden wurden mittlerweile geflutet.
Vom Flusslauf erstreckt sich das Gemeindeareal ostwärts über die Talebene, die durchschnittlich auf 335 m liegt, und den angrenzenden, sanft ansteigenden Hang auf die Kuppen des Bois du Fahy und des Bois Gros Jean. Die Anhöhen werden durch die Tälchen mehrerer kurzer Seitenbäche der Savoureuse untergliedert. Mit 422 m wird im Bois du Fahy die höchste Erhebung von Trévenans erreicht. Ein Anteil des Gemeindebodens östlich des Dorfes gehört zum Waffenplatz von Fougerais.
Die Gemeinde Trévenans besteht aus den beiden Ortschaften Trétudans (336 m) und Vourvenans (336 m), beide am östlichen Talrand der Savoureuse gelegen. Nachbargemeinden von Trévenans sind Sevenans und Meroux-Moval im Norden, Bourogne im Osten, Dambenois und Nommay im Süden sowie Châtenois-les-Forges und Bermont im Westen.

## Geschichte
Erstmals urkundlich erwähnt wird Trétudans im Jahr 1147 unter dem Namen Trestudens. Es besaß eine Kapelle, die im Besitz des Priorats Lanthenans war. Zur gleichen Zeit wie Trétudans wurde auch Vourvenans unter dem Namen Valvenans genannt. Zunächst im Einflussbereich der Herren von Montbéliard stehend, gelangten die beiden Dörfer Mitte des 14. Jahrhunderts unter die Oberhoheit der Habsburger. Trétudans bildete den Mittelpunkt einer eigenen Herrschaft. Zusammen mit dem Sundgau kamen Trétudans und Vourvenans mit dem Westfälischen Frieden 1648 an die französische Krone.
Seit 1793 gehörten die Dörfer zum Département Haut-Rhin, verblieben jedoch nach dem Deutsch-Französischen Krieg 1871 als Teil des arrondissement subsistant du Haut-Rhin im Gegensatz zum restlichen Elsass bei Frankreich. Mit der Eröffnung der Trambahn von Montbéliard nach Belfort wurde Trétudans 1913 an das Netz des öffentlichen Verkehrs angeschlossen. Der Betrieb auf der Strecke wurde 1940 jedoch wieder aufgegeben. Mit Wirkung auf den 1. Januar 1972 schlossen sich Trétudans und Vourvenans zur neuen Gemeinde mit dem Kunstnamen Trévenans zusammen. Seit 2005 war Trévenans zunächst Teil des Gemeindeverbandes Communauté d'Agglomération Belfortaine, der 2017 in die Grand Belfort Communauté d’Agglomération aufging.

## Sehenswürdigkeiten
Die Kirche Sainte-Marguerite in Trétudans wurde 1852 an der Stelle des ehemaligen Herrschaftssitzes neu erbaut und 1997 letztmals umfassend restauriert. In Vourvenans sind einige Bauernhäuser im traditionellen Stil der Franche-Comté erhalten.
Siehe auch: Liste der Monuments historiques in Trévenans

Kirche Sainte-Marguerite in Trétudans
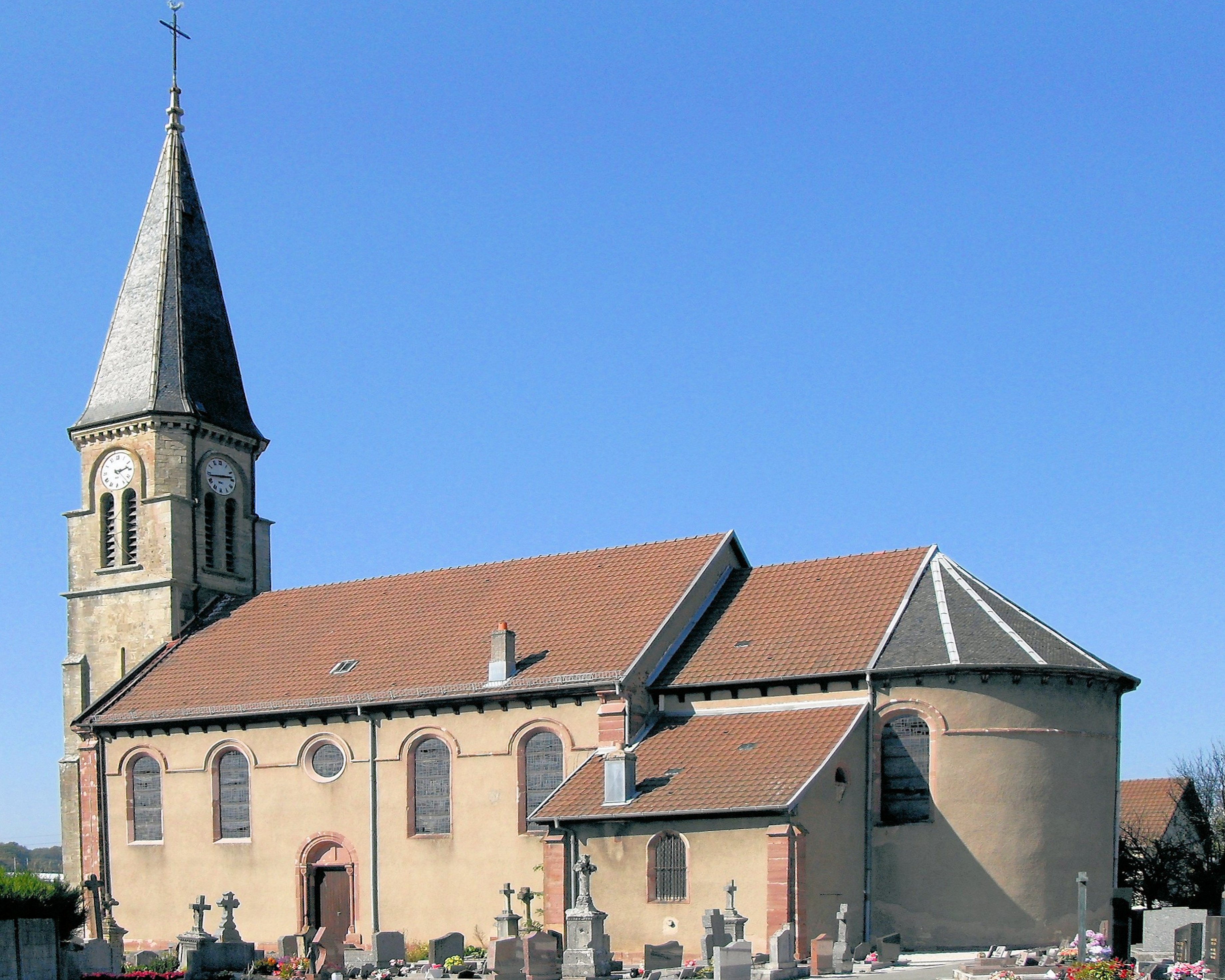
Südseite
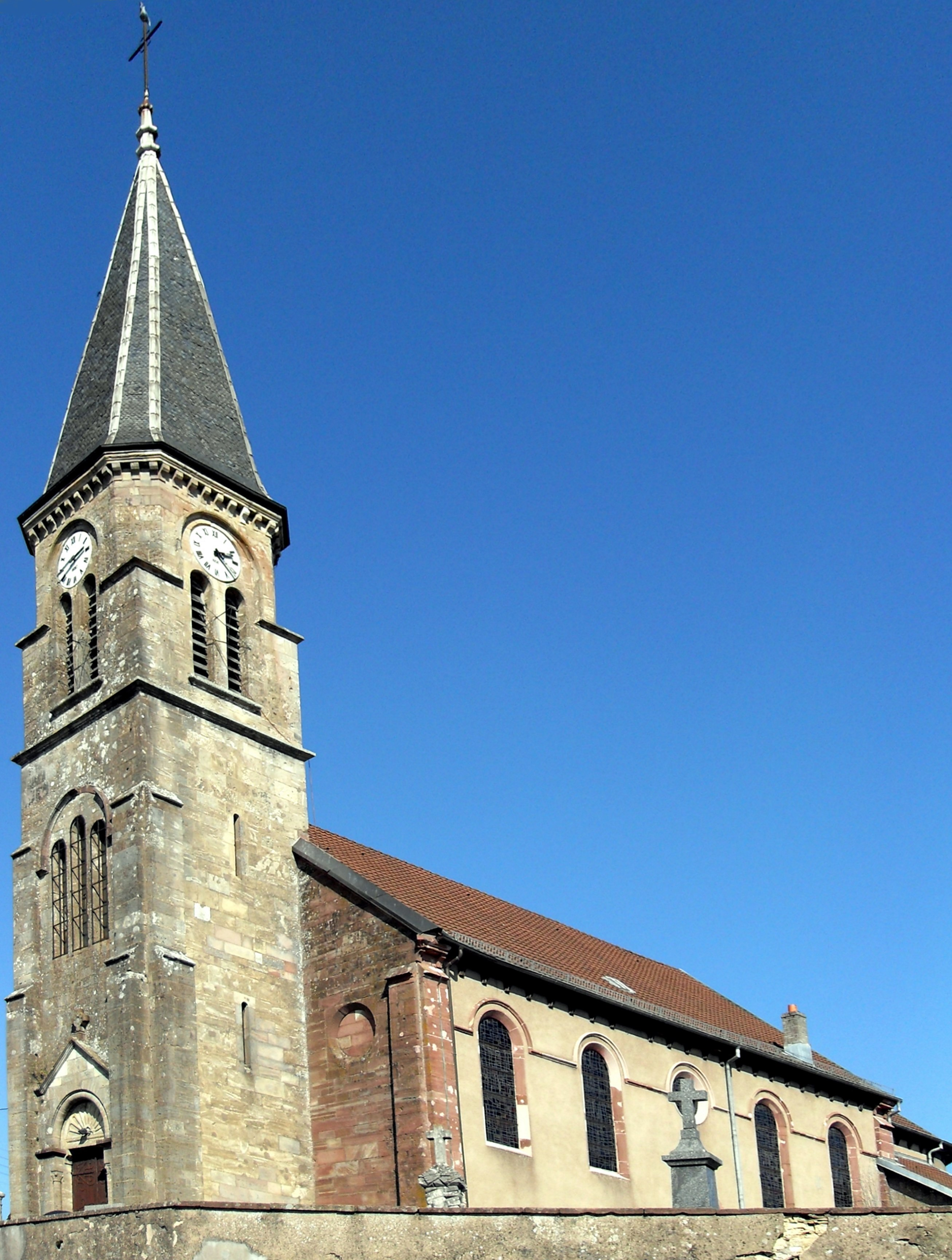
Südwestseite

## Bevölkerung
| Jahr      | 1962 | 1968 | 1975 | 1982 | 1990 | 1999 | 2006 | 2013 | 2020 |
| Einwohner | 675  | 688  | 835  | 1078 | 1108 | 1038 | 993  | 1193 | 1281 |

Mit 1290 Einwohnern (1. Januar 2022) gehört Trévenans zu den kleineren Gemeinden des Département Territoire de Belfort. Nachdem die Einwohnerzahl in der ersten Hälfte des 20. Jahrhunderts stets im Bereich zwischen 480 und 550 Personen gelegen hatte, wurde von 1970 bis 1980 ein deutliches Bevölkerungswachstum verzeichnet. Heute ist das Siedlungsgebiet von Trévenans mit demjenigen von Châtenois-les-Forges beinahe lückenlos zusammengewachsen.

## Wirtschaft und Infrastruktur

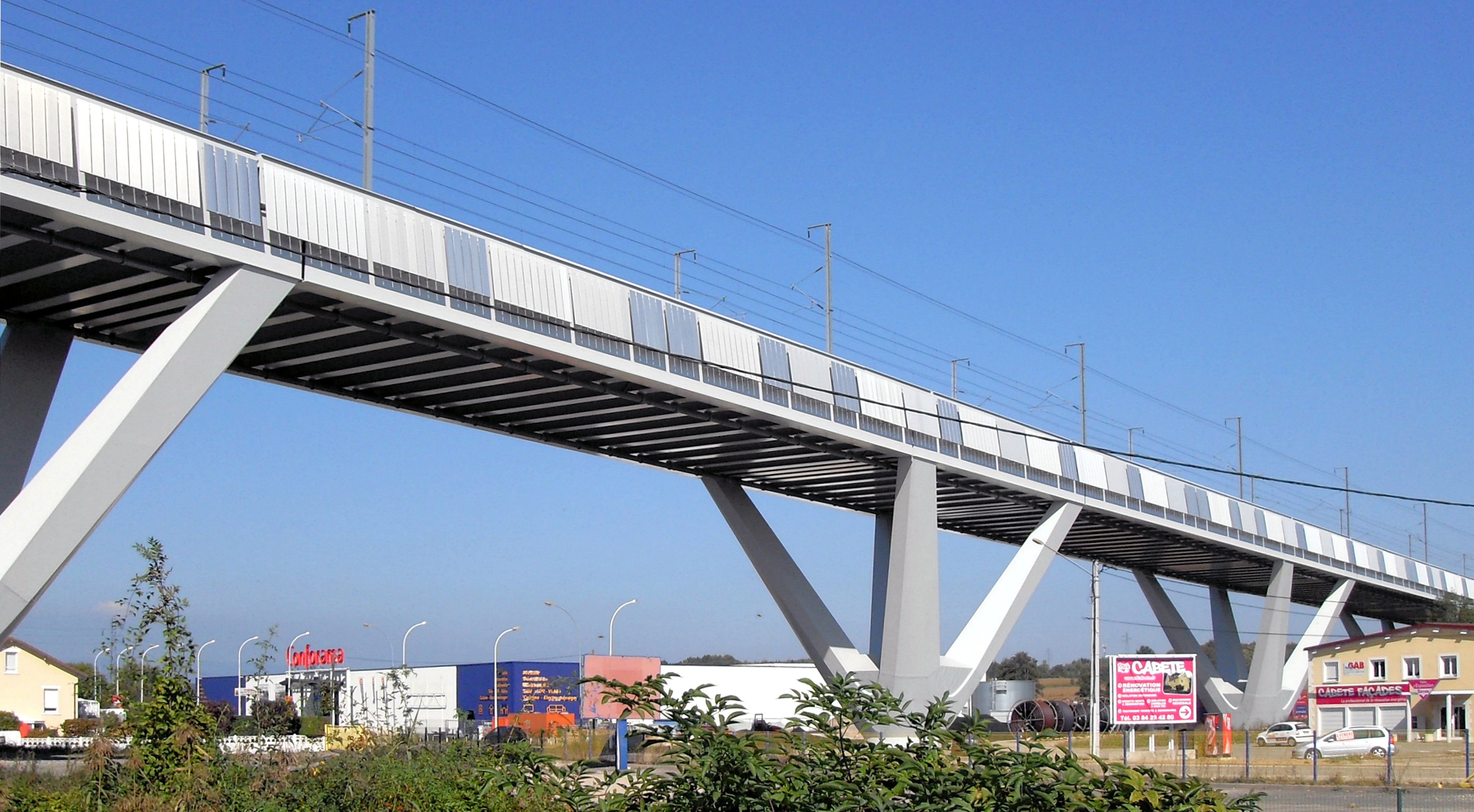
Viaduc de la Savoureuse

Trévenans war bis weit ins 20. Jahrhundert hinein ein vorwiegend durch die Landwirtschaft (Ackerbau, Obstbau und Viehzucht) geprägtes Dorf. Seit den 1970er Jahren hat sich in der Talebene bei Trétudans eine Industrie- und Gewerbezone entwickelt. Hier haben sich Unternehmen des Baugewerbes und Dienstleistungsgeschäfte niedergelassen. Daneben gibt es im alten Ortskern verschiedene Betriebe des Kleingewerbes. Viele Erwerbstätige sind auch Pendler, die in den Agglomerationen Belfort und Montbéliard ihrer Arbeit nachgehen.
Die Ortschaft ist verkehrstechnisch gut erschlossen. Sie liegt an der Departementsstraße D437 (frühere Route nationale 437), die von Belfort nach Montbéliard führt. Der nächste Anschluss an die Autobahn A36, welche das Gemeindegebiet durchquert, befindet sich in einer Entfernung von ungefähr zwei Kilometern. Mit den Städten Belfort und Montbéliard ist Trévenans durch eine Buslinie verbunden. Das Viaduc de la Savoureuse am im Herbst 2011 fertiggestellten Ostabschnitt der Schnellfahrstrecke LGV Rhin-Rhône überspannt im Norden Trévenans die Savoureuse, den Canal de la Haute-Saône und die Autoroute A 36.